# Скоростная городская железная дорога в Варшаве
Скоростна́я городска́я желе́зная доро́га (пол. Szybka Kolej Miejska, SKM) — система городских железных дорог в столице Польши городе Варшава и её агломерации, подобная системам S-Bahn. Линии пригородно-городских поездов обеспечивают как внутригородские связи, дополняя иные системы скоростного внеуличного транспорта города — метро и WKD, так и связывает Варшаву с ближними пригородами. В поездах SKM действуют городские билеты и тарифы. Система использует общую железнодорожную инфраструктуру совместно с другими железнодорожными операторами включая государственную PKP, пригородного оператора Мазовецкого воеводства (Koleje Mazowieckie), а также общепольской пригородной пассажирской компании Polregio. На четырёхпутном участке железнодорожного диаметра Варшавы пригородные электропоезда всех перевозчиков пользуются выделенной парой путей, где расположены пассажирские платформы.

## Маршруты
Всего в настоящий момент действуют три маршрута:
- S1: Отвоцк — Прушкув
- S2: Сулеювек-Милосна — Варшава аэропорт Шопена
- S3: Варшава-Западная — Радзымин

С 12 марта 2023 года ожидается запуск следующих маршрутов:
- S4: Пясечно — Велишев
- S40: Пясечно — Варшава-Главная

## Подвижной состав
Подвижной состав на линиях SKM представлен электропоездами постоянного тока производства польских заводов Pesa и Newag. В составе поездов от 4 до 6 вагонов, в часы пик составы сцепляются в сдвоенные поезда по системе многих единиц, что позволяет увеличивать пассажировместимость. Всего на линиях SKM эксплуатируется 51 электропоезд, включая 13 шестивагонных электропоездов Pesa Elf, 9 шестивагонных поездов Newag Impuls, 6 поездов Newag Impuls II в четырёхвагонной компоновке, и 15 поездов в пятивагонной компоновке.